# Cotxoa porpra
La cotxoa porpra (Cochoa purpurea) és una espècie d'au de la família dels túrdids. Es pot trobar a Bangladesh, Bhutan, Xina, l'Índia, Laos, Birmània, el Nepal, Tailàndia, i el Vietnam. El seu hàbitat natural són els boscos de les terres baixes i muntanyes tropicals i subtropicals.